# ألفارو غيستيدو
ألفارو بيليغرين غيستيدو (بالإسبانية: Álvaro Pelegrín Gestido) الشهير باسم ألفارو غيستيدو (17 مايو 1907 في مونتيفيديو ، الأوروغواي – 18 يناير 1957 في سانتا كلارا ديل أوليمار، الأوروغواي) لاعب كرة قدم أوروغواياني كان يجيد اللعب في خط الوسط .
لعب فيرنانديز في نادي تشارلي سولفيرينو حتى سنة 1926 ثم انتقل إلى نادي بينارول وبقي فيه حتى اعتزاله في سنة 1942 .
في الفترة من 1927 إلى 1940 لعب فيرنانديز 25 مباراة دولية مع منتخب الأوروغواي مساهما في تتويجه ببطولة كأس العالم لكرة القدم 1930 التي استضافتها بلاده والميدالية الذهبية في دورة الألعاب الأولمبية 1928 التي أقيمت في العاصمة الهولندية أمستردام .

## روابط خارجية
- ألفارو غيستيدو على موقع الاتحاد الدولي (مؤرشف)  (الإنجليزية)
- ألفارو غيستيدو على موقع قاعدة بيانات كرة القدم.إي يو (الإنجليزية)
- ألفارو غيستيدو على موقع ناشيونال فوتبول تيمز (الإنجليزية)
- ألفارو غيستيدو على موقع عالم كرة القدم.نت (الإنجليزية)
- ألفارو غيستيدو على موقع أوليمبيديا (الإنجليزية)